# Jūsuf al-Mas'ūdī
Jūsuf al-Mas'ūdī, transkripce „Júsuf al-Mas'údí“ (يوسف المسعودي) (polovina 17. století, Anatolie – 25. září 1689, Kladovo, Srbsko) byl známý hráč na loutnu.
Prstoklady, které používal, se tradovaly po Anatolii několik staletí; byl známý i jako znalec stavby tohoto nástroje. Jeho záliba v pýthagorejské kosmologii (ladil struny podle hvězd) ho zřejmě přivedla k reliktní chazarské sektě, což se mu nakonec stalo osudným.
Připisuje se mu také Šajtánův prstoklad (عزف الشيطان), později různě interpretovaný. Dnes se tak v blízkovýchodním areálu přeneseně označuje obtížné místo ve hře.